# 尤羅伯
尤羅伯（1606年—1655年8月28日），又譯羅伯特·尤紐斯、尤牛士、祐紐斯，鹿特丹人，1629年至1643年間是一名前往荷屬福爾摩沙的傳教士，與亨布魯克等人並列在福爾摩沙服務最久的傳教士之一。

## 傳教工作

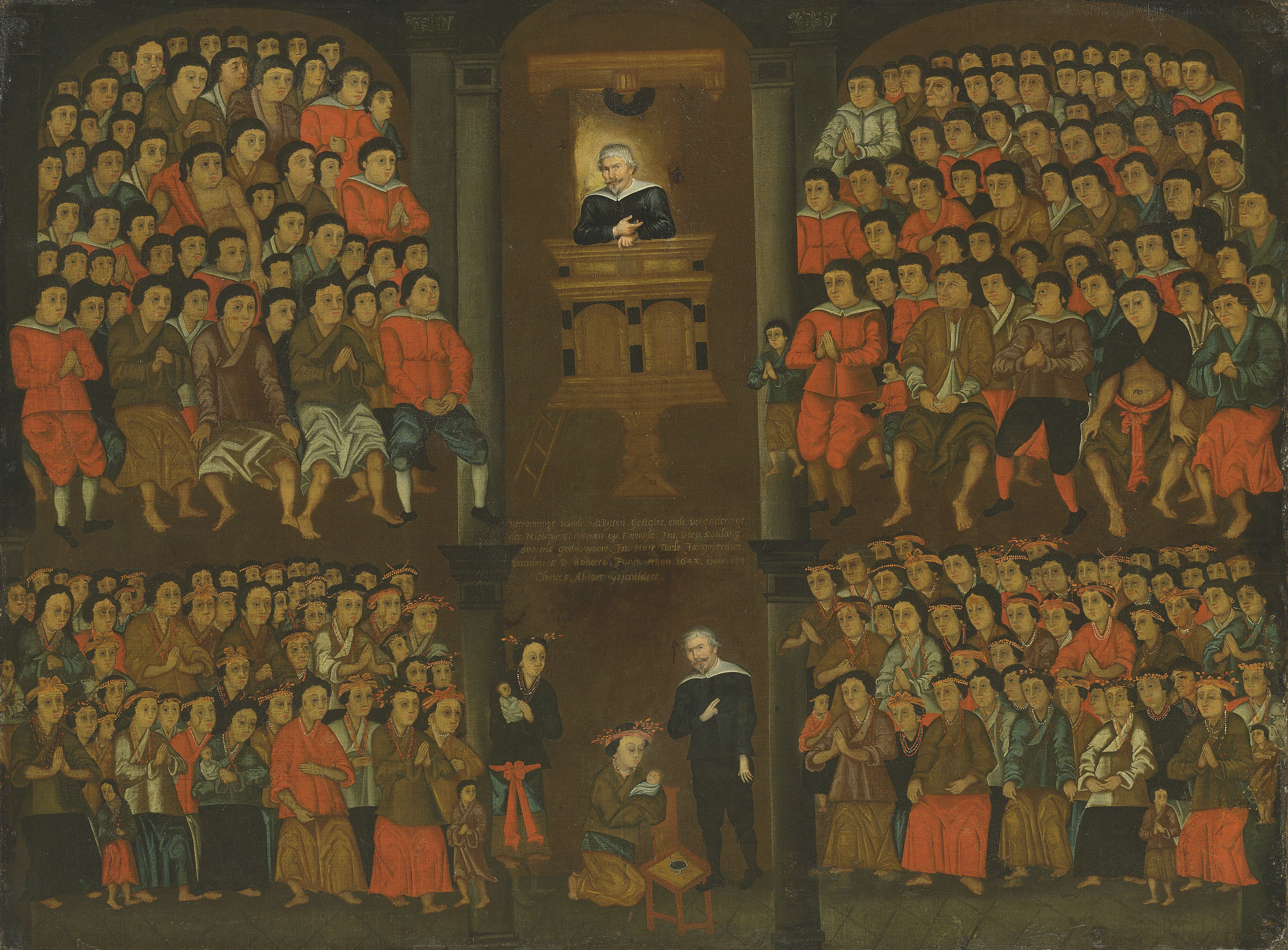
〈荷蘭尤紐士牧師為蕭壠社人受洗圖〉

抵達福爾摩沙後，尤紐斯定居於鄰近普羅民遮市街的新港社（今台南新市附近）。相較於更早來台的同事干治士，他熱心於工作，曾前往麻豆社與屠殺60名荷蘭人的西拉雅族原住民、高雄平原搭加里揚之戰、拉美島事件等公司駐台軍事行動與當地居民協商和解。
大員長官普特曼斯卸任前往巴達維亞前交給接任之范得堡長官文件中曾提及：「…如果可能的話，應根據東印度總督、評議會及巴達維亞宗教議會的善意，免除尤羅伯的司法業務，讓他專心於教會工作，如此將會有很大的收穫。但是，鑒於很少人像尤羅伯那樣擁有行政執行力，又精通本地語言，並過著審慎有德行的生活……。」